# 济南港
济南港是位于中华人民共和国山东省济南市小清河沿岸的一座内河港，是区域综合交通运输体系的重要组成部分，是小清河复航工程济南段的重要配套设施。

## 历史
1855年黄河夺大清河入海，济南原油的入海通道被阻塞。1885年小清河经羊角沟新河道入渤海，河面较宽阔，河口无拦门沙。清光绪十七年至十八年（1891至1892年），盛宣怀主持全流域大规模治理，济南黄台至羊角沟实现通航，“使济南、青州两府所属沿河八九县永除横溢之祸”“若非天时久雨以及黄河南岸溃决成灾，其余山水随来随泄，不致年年告灾”“使民间粮食、商贾货物出海口到省城一水可达”“北洋军阀祸鲁时期曾设有小清河疏浚工程事宜总局，除编了一本《勘察小清河报告书》外，别无事迹可言。”。国民党统治期间，修建了边庄、五柳2座船闸。
1952年小清河货运量192,832吨，1956年货运量477,606吨。省交通厅设小清河航运局，1959年规划修建6个梯级枢纽船闸工程，1960年缓建。1966年规划柴庄、水牛韩、岔河、石村4座船闸，1967至1970年先后建成。后因小清河水量不足，河运逐渐废弃。
2020年初，小清河复航工程动工，起点自济南市荷花路，终点为潍坊港西港区羊口作业区，流经五个地市，共有五个梯级船闸；复航工程全长169.2km，Ⅲ级航道，包括航道、船闸、桥梁、水利设施、过河管道、过河线缆、航标、维护基地与公共锚地、数字化航道等附属及配套工程，投资超百亿元，建设36座桥梁、4座船闸以及5个港口。
济南港共规划港口岸线6170m，规划建设主城港区和章丘港区2个港区，形成“一港二港区”的总体发展格局。其中，主城港区为济南港的核心港区，章丘港区为济南港的重要港区。济南港规划生产性泊位30个，港口总通过能力1800万吨，陆域总面积246万平方米。
2022年12月，济南港主体工程顺利完工。2023年7月21日，半载货物的“鲁清101”试航船从济南港起航，标志着小清河全面复航。